# کلوئه گرینفیلد
کلوئه گرینفیلد (انگلیسی: Chloe Greenfield؛ زادهٔ ۷ ژوئیهٔ ۱۹۹۵) یک هنرپیشه اهل ایالات متحده آمریکا است. وی از سال ۲۰۰۱ میلادی تاکنون مشغول فعالیت بوده‌ است.